# 原爆下のアメリカ
『原爆下のアメリカ』（げんばくかのアメリカ、Invasion U.S.A.）は、1952年のアメリカ合衆国の戦争映画。アルフレッド・E・グリーン監督。
冷戦下にあるアメリカ合衆国を舞台にしている。無名の共産主義団体による敵襲を全米が受け、アメリカ合衆国政府はこの敵襲をソビエト連邦によるものと想定した。
1985年にも英語題名（″Invasion U.S.A.″）と同じタイトルで映画が製作されている。

## ストーリー
ニューヨークのバーで、謎めいた男オーマンが座って考えごとをしながらブランデーを飲んでいる。彼はそこで、地元テレビのニュースキャスターのビンス・ポッター、ニューヨーク社交界の若い美しい女性カーラ・サンフォード、カリフォルニアの実業家、アリゾナ州の牧場主、連邦下院議員など、様々な裕福なアメリカ人たちと議論を交わす。海外ニュースに良いものは無く、アメリカ人はそれらを聞きたがらない。彼らは皆、共産主義を嫌悪し、享受している物質的な富を高く評価し、税金の引き下げを望んでおり、政府による産業支援の必要性を認識していない。オーマンは他の人々に、多くのアメリカ人は安全と安心を望んでいるが、そのための犠牲は全く払いたくないのだ、と語る。
突然、悪いニュースが流れる。「敵」はアラスカ州のシールポイント、そしてノームを空爆しようとしている。敵の空挺部隊がアラスカの飛行場に降下した。間もなく、敵の攻撃計画が明らかになる。民間飛行場は集結地として占領され、軍用飛行場には原爆が投下される。米国は反撃し、コンベアB-36爆撃機の編隊が敵の本土を攻撃するが、敵は着実にワシントン州とオレゴン州に侵入して来る。ピュージェット湾の造船所が原爆による攻撃を受け、多数の死傷者が出る。
一方、バーにいるアメリカ人たちは、今やもう手遅れなのであるが、敵に対して出来る限りの反撃をするために自分の本拠地に戻ろうと急ぐ。ポッターとサンフォードはお互いに恋に落ちる。彼女は献血活動を手伝い、彼は放送を続ける。実業家と牧場主は共に故郷に戻り、自分たちが最前線にいることに気づく。実業家はサンフランシスコを巡る戦いに巻き込まれ、牧場主は核ミサイルによるボルダーダムの破壊に巻き込まれ、その結果、洪水が発生し、逃げようとする人々は巻き込まれて死ぬ。米国大統領は、背面からしか姿が映らないが、国民の士気を鼓舞するために反撃を促す放送をするが、効果は無い。敵は米軍の軍服を着た偽装部隊による攻撃により進撃を続けており、空挺部隊が国会議事堂を攻撃してバーにいた下院議員も殺された。ニューヨークは原子爆弾で攻撃され、ポッターは放送中に死亡する。サンフォードは敵兵士からレイプすると脅され、バルコニーから飛び降りて辛うじて逃れるが、死亡したと思われる。
サンフォードが墜落する映像が突然、オーマンのブランデーグラスに映る。5人はオーマンがかけた催眠状態から脱し、バーに戻っていることに気づく。自分たちの死を含む、見聞きしたばかりの出来事は実際に起こったことではないと自分たちに言い聞かせた後、5人は戦争への備えを行うために急いで出て行く。ポッターとサンフォードはロマンスを「再開」する。

## キャスト
- ビンス・ポッター - ジェラルド・モーア
- カーラ・サンフォード - ペギー・キャッスル
- オマーン氏 - ダン・オハーリー
- ジョージ・シルベスター - ロバート・バイス
- ティム（バーテンダー）- トム・ケネディ
- アーサー・Ｖ・ハロウェイ（イリノイ州政治家）- ウェイド・クロスビー
- エド・マルフォーリー - エリック・ブリイズ
- マルフォーリー夫人 - フィリス・コーツ
- 窓ふき職人 - アラム・カーチャー
- 本人役 - ノックス・マニング
- ラジオ緊急放送担当 - エドワード・G・ロビンソン
- 航空チケット受付 - ノエル・ネイル
- 軍人将校 - クラレンス・A・シュープ
- アメリカ合衆国大統領 - ジョセフ・グランビー